# Antonio Beduzzi
Antonio Beduzzi (Bolonia, 1675 – Viena, 1735) fue un arquitecto y pintor italiano nacionalizado austriaco, activo en Viena a comienzos del siglo XVII.

## Biografía
Nacido en Bolonia, después de su graduación, se trasladó a Viena, donde sucedería a Louis Burnacini como arquitecto en la corte de Viena en 1708. Alumno de Giovanni Gioseffo Dal Sole, entre sus obras más importantes pueden destacarse el interior y el altar de la Abadía de Melk después de la reconstrucción barroca de Jakob Prandtauer, la Iglesia de San Leopoldo en Leopoldsberg, Klosterneuburg, cerca de Viena, el Museo de la Catedral de Passau, el proyecto del Kärntnertortheater en Viena o los frescos de Landhaussaal en el Palais Niederösterreich de Viena.

## Fuente
- Esta obra contiene una traducción  derivada de «Antonio Beduzzi» de Wikipedia en italiano, publicada por sus editores bajo la Licencia de documentación libre de GNU y la Licencia Creative Commons Atribución-CompartirIgual 4.0 Internacional.